# Ganda Koy
Ganda Koy, aussi appelé Mouvement Patriotique Ganda Koi (MPGK), est une milice d’autodéfense des ethnies noires malienne du Nord (songhaï, Peul, Bozo et Bella) créée en mai 1994 par Muhammad n’Tissa Maiga avec d'anciens soldats de l'armée malienne, lors de la rébellion touarègue de 1990-1996 pour lutter contre les groupes armés touaregs (mais aussi arabes ou maures). Elle signifie "Les maîtres de la terre" mais également "Les propriétaires terriens". 

## Histoire

### Création
Le mouvement avait pour base Gao (2e Région du nord) où il n'a pas tardé à avoir le soutien des riziculteurs songhaïs, éleveurs peuls, pêcheurs bozos, ouvriers bellas et même de quelques pasteurs touaregs, pour plus tard bénéficier du soutien de l'armée et de jeunes songhaïs issus de pays voisins (Ghana, Nigeria, Bénin, Togo, etc.). Il s'est doté d'un comité de sages à partir de sa base et d'un comité d'appui à partir de Bamako.

### Pendant la guerre du Mali

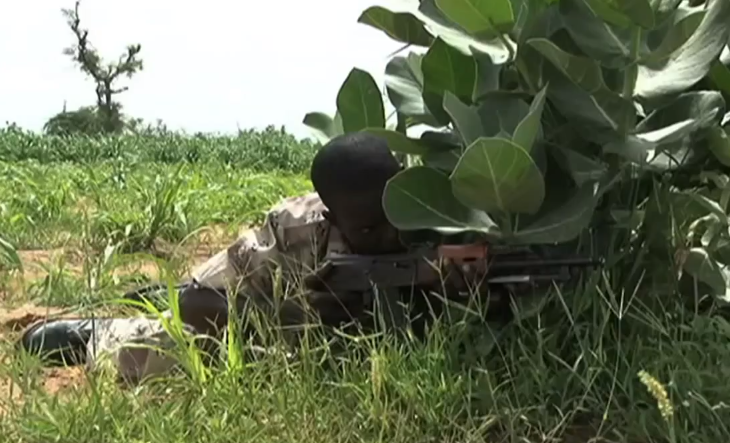
Un combattant de Ganda Koy à Sévaré vers octobre 2012

Officiellement dissoute après l’accord de paix de 1996, la milice n'a jamais totalement disparu.
En 2012, les membres du mouvement veulent reprendre le Nord Mali qui est tombé entre les mains d'AQMI, du MUJAO, d'Ansar Dine mais aussi du MNLA, durant la guerre du Mali,.
Par ailleurs, la milice remet en cause la politique du gouvernement malien concernant la réconciliation nationale de 1992, l'intégration des touaregs dans l'administration, l'armée et l'aide économique apportée. Il n'en reste pas moins qu'elle reste fidèle au régime malien, ce qui a pu être constaté lors des négociations à Ouagadougou, en 2013.
Le 21 juillet 2012, Ganda Koy, Ganda Izo et les Forces de libération des régions Nord du Mali (FLN) se regroupent au sein de la Coordination des mouvements et Front patriotique de résistance (CM-FPR).

## Organisation

### Commandement

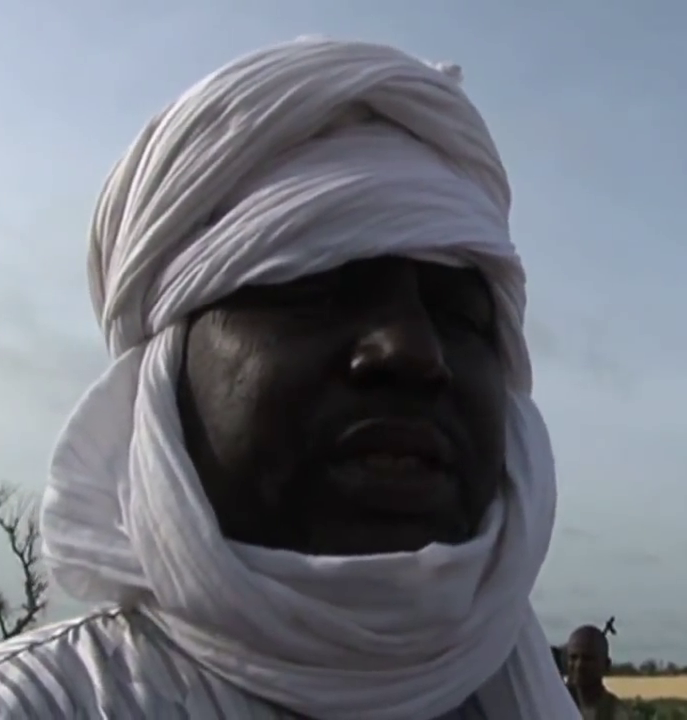
Djibril Moussa Diallo à Sévaré vers octobre 2012.

Le chef du mouvement est Djibril Diallo,. 

### Effectifs
Selon le rapport annuel du 7 janvier 2013, le Haut-Commissariat des Nations unies aux droits de l'homme estime le nombre de membres de la milice à 1 842.

## Accusations et exactions
Dès les années 1990, le mouvement est accusé de plusieurs exactions contre des touaregs, même si son discours initialement extrêmement violent s'apaise peu à peu.
Djibril Diallo considère que tous les touaregs font partie du MNLA et déclare qu'ils « sont tous complices des islamistes »,. Dès lors, il y a un amalgame entre les mouvements djihadistes comme AQMI, le MUJAO, ou encore Ansar Dine et le MNLA qui se revendique être laïc. Cet amalgame trouve sa source dans les accusations de pillage, d'abus sexuels, et autres, proférées à l'encontre du MNLA mais aussi envers les mouvements islamistes. Par conséquent, le climat est propice aux exactions à l'égard des populations touarègues et arabes car selon Ahmedou Ould-Abdallah, ancien représentant de l'ONU pour l'Afrique de l'Ouest, il y a une « dimension identitaire qu'il ne faut pas négliger ».   
Selon Amnesty International, Ganda Koy a commis des exactions envers la population touarègue en février 2012, durant la rébellion touarègue de 2012. En effet, la milice a violenté et tué des touaregs mais a aussi exigé de l'argent et volé des bestiaux.
Selon un rapport du 15 mai 2013, de l'Assemblée générale des Nations unies, la milice est accusée de recruter des enfants soldats dans ses rangs, dans la région de Mopti.
En juin 2018, pour avoir recruté des enfants soldats, Ganda Koy et les autres groupes de la Plateforme sont inscrits sur la liste noire de l'ONU d’entités violant dans les guerres les droits des enfants.